# Киршнерова игла
Киршнерова игла или жица јесте стерилисане, наоштрена, глатка игла од нерђајућег челика. Од када је уведена у употребу од стране Мартина Киршнера 1909. године, она се и сада  широко користе у ортопедији и другим медицинским и ветеринарским ординацијама. Киршнерове игле се производе  у различитим величинама и користе се за држање фрагмената костију у једну целину (фиксацијом фрагмената Киршнеровим иглама.) или за обезбеђивање сидришта за скелетну вучу. Игле се најчешће убацују кроз кожу у кост применом ортопедске репозиције и перкутане фиксације фрагмената Киршнеровим иглама, помоћу електричне или ручне бушилице.
Киршнерове игле су такође и сасатвни део апарата по Илизарову.

## Опште информације
Киршнерова игла или жица је једноставна за употребу, минимално је инвазивна лака за употребу   са високим резултатима успеха. На пример успешност лечења је преко 94% код деце са  супракондиларних прелома хумеруса и дислокацијом уломака након примене ортопедске репозиције и перкутане фиксације фрагмената Киршнеровим иглама.

## Индикације
У најчешће индикације за примену Киршнерове игле спадају:
- Привремена фиксација фрагмената костију у неким операцијама. Након завршне фиксације, оне се затим уклањају. Игле се обично уклањају четири недеље након операције.
- Дефинитивну фиксација фрагмената костију када су фрагменти прелома мали (нпр преломи зглоба и повреде шаке). У неким случајевима могу се користити и за интрамедуларну фиксацију костију као што је улна.
- Ожичење затезних трака којом се фрагменти костију пробијају Киршнеровим жицама, које затим служе и као сидро за петљу од флексибилне жице. Када се петља затегне, фрагменти костију се притискају заједно. Често се овим методом лече преломи чашице колена (пателе) и олекранонског наставка лакта. Код овог поступла игла или жица се провлачи кроз кожу, затим преко кости и излази на другу страну екстремитета. Жица је затим причвршћена за облик уређаја за вучу тако да се сила вуче директно примењује на кост. Код вуче бутина, на пример, истурени крајеви жице су причвршћени за ноге оквира у облику потковице који одржава напетост у жици, док је кука потковице повезана преко ужета и ременица са теговима који одржавају вучу.
- Привремену имобилизацију зглобова.
- Вођење канулираних вијака до прецизног положаја.

## Компликације
Као могуће компликације након употребе Киршнерове игле или жице може се јавити:
Инфекција
Како Киршнерове жице често пролазе кроз кожу у кост, оне стварају потенцијална врата за улазак бактерија са коже у кост у којој могу изазвати инфекцију. У таквим случајевима, област око игле постаје црвена и отечена, а гној може да се цеди поред игле. Ова инфекција обично нестаје након уклањања игле.
Ломљење игле
Киршнерове игле или жице се могу савити и сломити, посебно ако прелом не зарасте.
Губитак фиксације
Глатке Киршнерове жице могу да се изврну из кости и тако изгубе фиксацију. Ово је нарочито често када пролазе између две покретне кости.
Миграција игле
Кирсцхнерове жица уместо да се увлачи може да се помери дубље. Утврђено је да су Киршнерове жице, које пролазе преко акромиоклавикуларног  зглоба у рамену, мигрирале у грудни кош уз ризик од оштећења главних крвних судова, трахеје,  плућа или да продру у срце.